# Cefalonia
L'isola di Cefalonia (in greco Κεφαλονιά?, Kefaloniá) è un'isola greca, la maggiore delle isole Ionie; montuosa (Monte Eno, 1620 m) e ricca di boschi, è divisa in due parti dalla profonda baia dei Livadi. Dal punto di vista amministrativo, costituisce un'unità periferica, composta dal comune omonimo, delle isole Ionie.

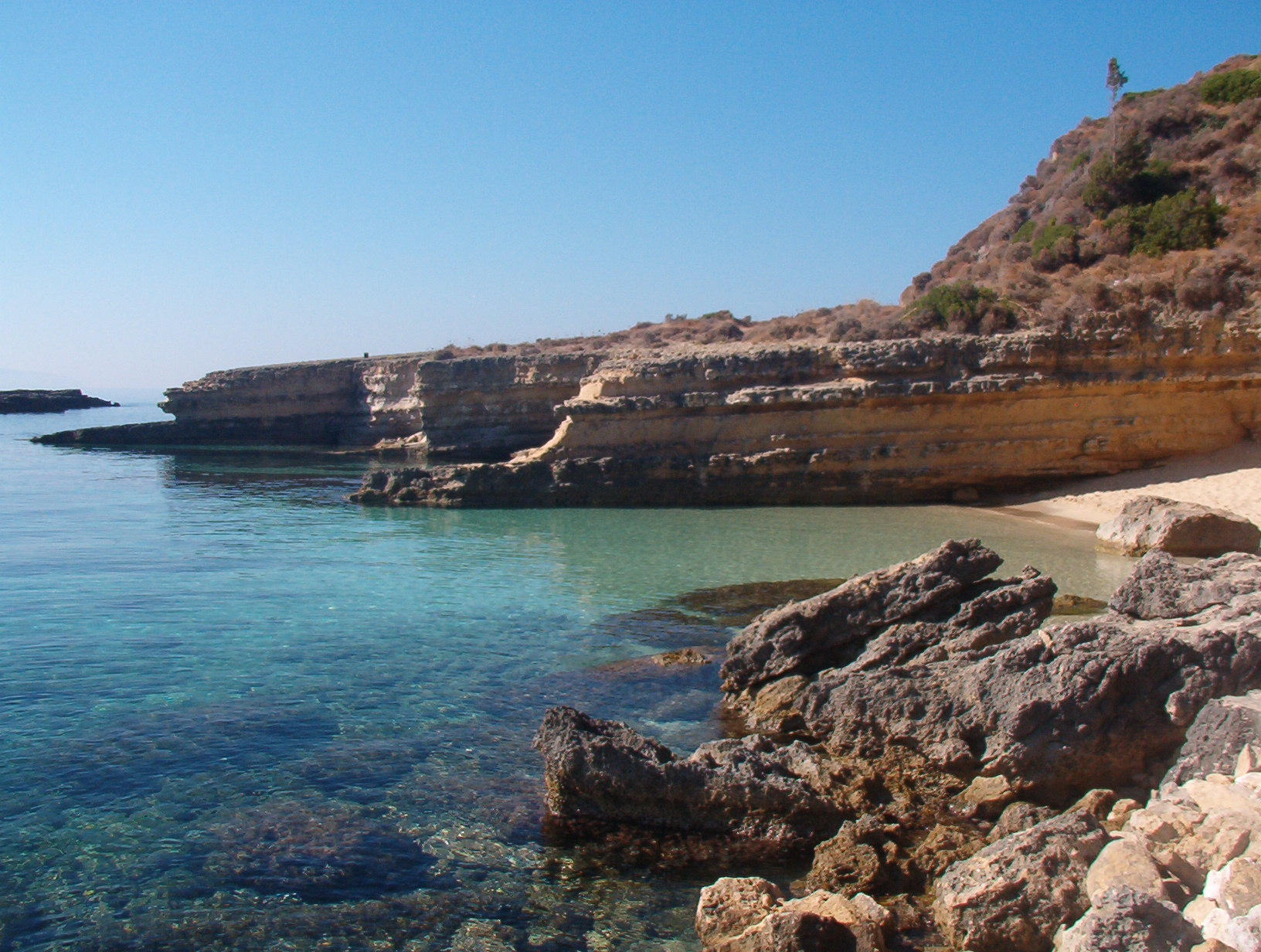
Una spiaggia di Cefalonia.

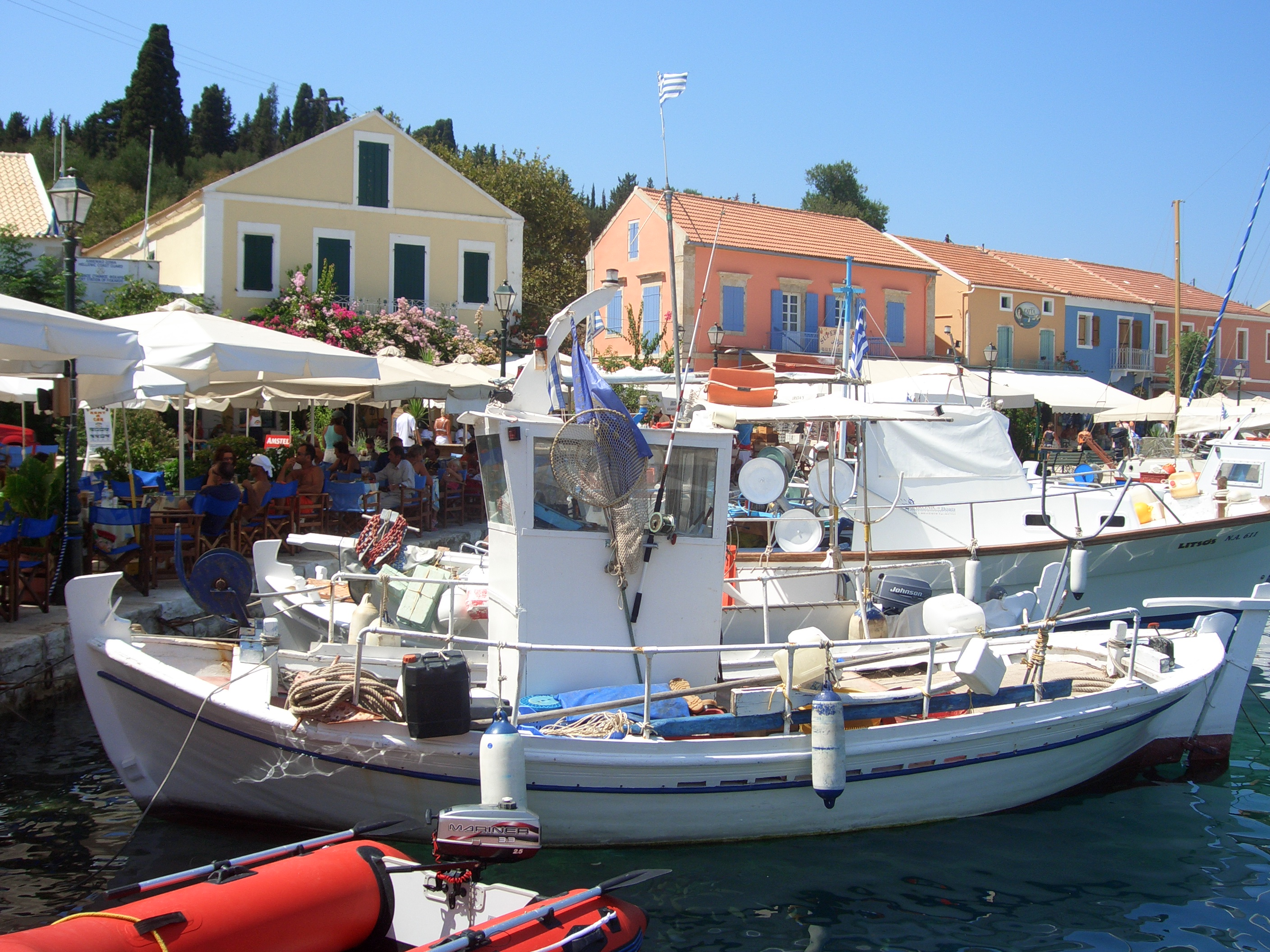
Fiscardo, Cefalonia.

Vi si coltivano cereali, olive, uva. Caratteristico dell'isola è il pino nero di Cefalonia. Attrazione turistica dell'isola sono le grotte di Drakena e le Katavothres, canali sotterranei naturali ad Argostoli.
È anche nota per essere stata teatro dell'eccidio della 33ª Divisione fanteria "Acqui" dell'Esercito Italiano per mano dei soldati tedeschi tra il 15 e il 26 settembre 1943, cioè poco dopo l'annuncio dell'armistizio fra l'Italia e gli Alleati, l'8 settembre.
Oggi la memoria dei fatti della Divisione Acqui è tramandata dall'Associazione Nazionale Divisione Acqui. Ad Argostoli, capoluogo dell'isola, in collina, sorge un Monumento dedicato ai Caduti della Divisione Acqui eretto, nel 1978, dallo Stato Italiano.

## Storia
Secondo la mitologia, il nome Cefalonia (Κεφαλονια), deriva da quello del re Kephalos, i cui quattro figli avrebbero fondato le città di Sami, Pali, Krani e Pronnoi.
Di fatto, nel periodo "classico" Cefalonia era dominata da quattro città autonome, ognuna battente moneta propria e legate da una lega difensiva nota come Tetrapoli. Nella mitologia omerica l'isola era uno dei possedimenti di Ulisse. Recenti scavi condotti in località Giannata vicino a Poros, sembrerebbero indicare che la capitale del regno di Ulisse fosse a Cefalonia e non ad Itaca.
La presenza dei Romani è attestata dai resti di qualche villa nei pressi di Skala e di Agia Effimia, un mosaico romano da un tempio dedicato a Posidone trovato presso la spiaggia di Vatsa (ora in museo archeologico), mentre due importanti abitati romani evolsero già dal II secolo d.C. nella città di Same e a Fiscardo, detto in antico Panormos.
Nel Medioevo Cefalonia fu il centro del thema bizantino dello Ionio. Alla fine dell'XI secolo, con l'indebolimento dell'impero bizantino, l'isola conobbe le dominazioni dei Normanni sotto la gestione degli Orsini e dei Tocco. Sull'isola morì Roberto il Guiscardo, una deformazione del cui nome fu data al celebre porticciolo turistico di Fiskardo.
Salvo un breve periodo in cui cadde in mano agli Ottomani, dal 1500 al 1797 appartenne alla Repubblica di Venezia; durante la guerra contro i Turchi fu teatro dell'Assedio del Castello di San Giorgio. I Veneziani vi costruirono successivamente il Castello di Assos e fondarono la città di Argostoli. 
Dopo il trattato di Campoformio con cui Venezia venne ceduta all'Austria, vide avvicendarsi dominatori francesi e britannici.
Fece parte della Repubblica delle Sette Isole Unite, sotto protettorato russo-ottomano ma a guida veneto-greca. Fu questa la prima esperienza di autogoverno greco (durata 1800-1807), in cui ebbero un ruolo principale i greco-veneti, tra i quali Giovanni Capodistria.

Bandiera della Repubblica delle Sette Isole Unite

Dal 1815 fece parte del minuscolo Stato indipendente degli Stati Uniti delle Isole Ionie costituito sotto protettorato britannico; il Regno Unito la cedette al regno di Grecia nel 1864.
Durante la seconda guerra mondiale, l'isola di Cefalonia fu occupata dagli italiani (1º maggio 1941) come parte della campagna di Grecia iniziata il 28 ottobre 1940. Dopo l'armistizio dell'8 settembre 1943, il presidio italiano costituito dalla Divisione Acqui ricevette un'intimazione di resa da parte delle truppe tedesche. Il comandante della divisione, il generale Antonio Gandin, fece un referendum tra le sue truppe per decidere in proposito: queste ultime all'unanimità scelsero di non arrendersi. Ebbe quindi inizio una battaglia tra le truppe italiane e le truppe tedesche, con la perdita da parte italiana di 1 250 soldati e 65 tra ufficiali e sottufficiali. Le truppe italiane, attaccate anche dal cielo dalla Luftwaffe e rimaste senza rifornimenti, dopo pochi giorni furono costrette alla resa. L'epilogo fu la rappresaglia tedesca con la fucilazione di circa 5 000 militari e di gran parte degli ufficiali italiani (15-26 settembre 1943), in quello che è noto come l'eccidio di Cefalonia. I pochi militari superstiti alla strage furono deportati prigionieri in Germania.
Alcuni anni dopo, il disastroso terremoto del 1953 costrinse gran parte degli abitanti dell'isola all'emigrazione.
Alla fine del gennaio 2006, una tempesta di neve senza precedenti si è abbattuta su Cefalonia causando numerosi disagi tra cui un black out dell'energia elettrica di tre giorni.

## Economia
L'economia di Cefalonia è stata di carattere rurale fino alla fine del XX secolo. Il terremoto del 1953 inferse un duro colpo all'economia locale, determinando un decremento demografico progressivo arrestatosi solo agli inizi del XXI secolo.
In epoche recenti, il prepotente incalzare del turismo e delle attività correlate ha sconvolto il volto dell'economia, riducendo grandemente le attività tradizionali in favore di quelle legate all'accoglienza. La zona di Lassi è stata la prima a svilupparsi grazie alla sua vicinanza al capoluogo. Nel 1971 fu costruito l'aeroporto per soddisfare l'accresciuta domanda turistica. A partire dal 1980, fu il porto di Fiscardo che si sviluppò sempre in chiave turistica, così come in seguito il litorale di Skala. Molte zone di Cefalonia sono ancora dotate di modeste strutture ricettive come Leivatho o addirittura ne difettano completamente; è il caso della seducente spiaggia di Petani.
La pastorizia è ancora praticata nelle sue forme rudimentali e l'olio d'oliva è ancora voce di una qualche rilevanza, come attestano i numerosi frantoi sparsi un po' ovunque.
L'itticoltura, finanziata dall'Unione europea e destinata a soddisfare la domanda del mercato europeo, è praticata invece su scala industriale; è, dopo il turismo, la voce economica più importante.
L'attività industriale, invece, è limitata a qualche cementificio e fabbrica di laterizi.

## Infrastrutture e trasporti

### Collegamenti aerei
Cefalonia è dotata di un aeroporto internazionale situato a 8 km dal capoluogo Argostoli. La compagnia aerea nazionale Olympic Air assicura il collegamento quotidiano con Atene. Alcuni giorni della settimana gli aerei dell'Olympic effettuano uno scalo a Zante.
D'estate agenzie turistiche organizzano numerosi voli charter da e per il Nord Europa. Le principali compagnie low-cost europee servono l'isola con voli da e per numerose destinazioni.
La compagnia aerea di bandiera italiana, ITA Airways, opera voli da agosto 2022 dall'aeroporto di Roma-Fiumicino verso l'isola greca. 

### Collegamenti marittimi
Sami è il porto principale dell'isola per via delle sue acque profonde. Vi attraccano i traghetti provenienti da Patrasso per poi proseguire alla volta di Itaca. I traghetti sono gestiti dalla compagnia di navigazione Strintzis. Alcuni traghetti provenienti dai porti italiani di Bari, Brindisi e Ancona effettuano nel solo periodo estivo una sosta a Sami.
Da Poros partono i traghetti per Kyllini, nel Peloponneso.
A Poros attraccano i traghetti provenienti da Killini.
Pessada e Skala sono collegate a Zante da un servizio estivo di traghetti.
Infine la West Ferry assicura il collegamento dal Porto di Fiskardo, punta nord dell'isola, con l'isola Leucade che è a sua volta collegata con la terraferma da un ponte mobile.
Esistono infine servizi di aliscafi per l'isola di Astakòs.

### Collegamenti terrestri
La principale stazione di autobus si trova ad Argostoli. Una fitta rete di autolinee assicura il collegamento tra il capoluogo e i centri più remoti. Da qui partono gli autobus diretti a Patrasso e ad Atene

## Amministrazione
Cefalonia insieme alla vicina Itaca costituiva una delle quattro prefetture (In greco: Nomarchìa) in cui era divisa amministrativamente la regione delle isole Ionie, abolita a partire dal 1º gennaio 2011 a seguito dell'entrata in vigore della riforma amministrativa detta programma Callicrate.
L'intera isola costituisce quindi un comune all'interno della periferia.